# Мала Мартинка
Мала́ Ма́ртинка — село у Свалявській громаді Мукачівського району Закарпатської області України. Населення становить 897 осіб (станом на 2001 рік).

## Географія
Село Мала Мартинка лежить за 3,1 км на схід від районного центру, фізична відстань до Києва — 561,0 км.
| Клімат Малої Мартинки   | Клімат Малої Мартинки | Клімат Малої Мартинки | Клімат Малої Мартинки | Клімат Малої Мартинки | Клімат Малої Мартинки | Клімат Малої Мартинки | Клімат Малої Мартинки | Клімат Малої Мартинки | Клімат Малої Мартинки | Клімат Малої Мартинки | Клімат Малої Мартинки | Клімат Малої Мартинки | Клімат Малої Мартинки |
| Показник                | Січ.                  | Лют.                  | Бер.                  | Квіт.                 | Трав.                 | Черв.                 | Лип.                  | Серп.                 | Вер.                  | Жовт.                 | Лист.                 | Груд.                 | Рік                   |
| Середній максимум, °C   | −0,1                  | 1,9                   | 7,7                   | 14,4                  | 19,7                  | 22,6                  | 24,3                  | 23,9                  | 19,9                  | 14,4                  | 7,0                   | 2,0                   | 13,1                  |
| Середня температура, °C | −3,4                  | −1,4                  | 3,4                   | 9,2                   | 14,1                  | 17,2                  | 18,8                  | 18,3                  | 14,6                  | 9,4                   | 3,7                   | −0,7                  | 8,6                   |
| Середній мінімум, °C    | −6,6                  | −4,7                  | −0,8                  | 4,1                   | 8,6                   | 11,8                  | 13,3                  | 12,7                  | 9,3                   | 4,5                   | 0,5                   | −3,3                  | 4,1                   |
| Норма опадів, мм        | 46                    | 40                    | 42                    | 51                    | 76                    | 95                    | 86                    | 76                    | 53                    | 47                    | 52                    | 60                    | 724                   |
| ----------------------- | --------------------- | --------------------- | --------------------- | --------------------- | --------------------- | --------------------- | --------------------- | --------------------- | --------------------- | --------------------- | --------------------- | --------------------- | --------------------- |
| Джерело:                |                       |                       |                       |                       |                       |                       |                       |                       |                       |                       |                       |                       |                       |

### Присілки
Мала Тибава
Мала Тибава — колишнє село в Україні, в Закарпатській області.
Обєднане з селом Мала Мартинка
Згадки: 1773: Kis-Tibava, Mala Tibawa, 1808: Tibava (Kis-), Tybawa (Malá-), 1851: Tibava (Kis és Nagy), 1877: Kis-Tibava, Mala-Tibava, 1882: Tibava (Kis-), Mala-Tibava, 1888: Kis-Tibava.

## Історія
Село утворене 1888 р. внаслідок приєднання Малої Тибави до Малої Мартинки, але за століття до того у обох поселеннях були свої священики.
Перша згадка про Малу Тибаву 1773: Kis-Tibava, Mala Tibawa (LexLoc. 54), 1808: Tibava (Kis-), Tybawa (Malá-) (LIPSZKY: Rep. 682), 1851: Tibava (Kis és Nagy) (FÉNYES 4: 203), 1877: Kis-Tibava, Mala-Tibava (Hnt.), 1882: Tibava (Kis-), Mala-Tibava (Hnt.), 1888: Kis-Tibava (Hnt.).

## Населення
Станом на 1989 рік у селі проживала 851 особа, серед них — 412 чоловіків і 439 жінок.
За даними перепису населення 2001 року у селі проживали 897 осіб. Рідною мовою назвали:
| Мова       | Кількість осіб | Відсоток |
| ---------- | -------------- | -------- |
| українська | 894            | 99,67 %  |
| російська  | 3              | 0,33 %   |

## Політика
Голова сільської ради — Кошеля Михайло Петрович, 1956 року народження, вперше обраний у 2006 році. Інтереси громади представляють 16 депутатів сільської ради:
| Партія                       | Кількість депутатів | Відсоток |
| ---------------------------- | ------------------- | -------- |
| самовисування                | 12                  | 75,00 %  |
| «Партія регіонів»            | 3                   | 18,75 %  |
| Соціалістична партія України | 1                   | 6,25 %   |

На виборах у селі Мала Мартинка працює окрема виборча дільниця, розташована в приміщенні клубу. Результати виборів:
- Парламентські вибори 2002: зареєстровано 662 виборці, явка 71,00 %, найбільше голосів віддано за блок «За єдину Україну!» — 46,17 %, за СДПУ (о) — 8,72 %, за Блок Віктора Ющенка «Наша Україна» — 8,09 %. В одномандатному окрузі найбільше голосів отримав Олександр Кеменяш (самовисування) — 47,87 %, за Василя Дурдинця (самовисування) — 32,34 %, за Степана Бобика (самовисування) — 3,62 %[10].
- Вибори Президента України 2004 (перший тур): 440 виборців взяли участь у голосуванні, з них за Віктора Януковича — 54,77 %, за Віктора Ющенка — 21,59 %, за Олександра Мороза — 4,32 %[11].
- Вибори Президента України 2004 (другий тур): 415 виборців взяли участь у голосуванні, з них за Віктора Януковича — 55,66 %, за Віктора Ющенка — 39,04 %[12].
- Вибори Президента України 2004 (третій тур): зареєстровано 655 виборців, явка 70,84 %, з них за Віктора Ющенка — 53,88 %, за Віктора Януковича — 40,52 %[13].
- Парламентські вибори 2006: зареєстровано 668 виборців, явка 64,52 %, найбільше голосів віддано за Блок Юлії Тимошенко — 20,65 %, за Партію регіонів — 19,72 %, за блок Наша Україна — 15,55 %[14].
- Парламентські вибори 2007: зареєстровано 663 виборці, явка 63,80 %, найбільше голосів віддано за блок Наша Україна — Народна самооборона — 43,50 %, за Блок Юлії Тимошенко — 20,09 %, за Партію регіонів — 18,68 %[15].
- Вибори Президента України 2010 (перший тур): зареєстровано 660 виборців, явка 69,55 %, найбільше голосів віддано за Юлію Тимошенко — 30,28 %, за Віктора Януковича — 28,98 %, за Арсенія Яценюка — 8,28 %[16].
- Вибори Президента України 2010 (другий тур): зареєстровано 668 виборців, явка 67,96 %, з них за Юлію Тимошенко — 50,44 %, за Віктора Януковича — 44,27 %[17].
- Парламентські вибори 2012: зареєстровано 648 виборців, явка 66,36 %, найбільше голосів віддано за Партію регіонів — 57,44 %, за Всеукраїнське об'єднання «Батьківщина» — 20,00 % та УДАР — 11,40 %.[18] В одномандатному окрузі найбільше голосів отримав Михайло Ланьо (Партія регіонів) — 75,62 %, за Олександра Кеменяша (Всеукраїнське об'єднання «Батьківщина») — 19,64 %, за Володимира Алексія (Комуністична партія України) — 1,81 %[19].
- Вибори Президента України 2014: зареєстровано 629 виборців, явка 69,16 %, з них за Петра Порошенка — 55,17 %, за Юлію Тимошенко — 19,31 %, за Сергія Тігіпка — 8,28 %[20].
- Парламентські вибори в Україні 2014: зареєстровано 637 виборців, явка 64,36 %, найбільше голосів віддано за «Народний фронт» — 26,10 %, за Блок Петра Порошенка — 19,27 % та Всеукраїнське аграрне об'єднання «Заступ» — 15,37 %.[21] В одномандатному окрузі найбільше голосів отримав Михайло Ланьо (самовисування) — 69,95 %, за Юрія Григу (самовисування) проголосували 8,92 %, за Маріанну Чундак (самовисування) — 6,81 %[22].

## Релігія
Церква св. Петра і Павла. 1907.
У 1692 р. йдеться про виділену поміщиком церковну ділянку. Відомо, що найдавніша церква стояла в урочищі Долинки. Дерев'яну церкву з одним дзвоном згадують у 1733 та 1798 роках.
На початку XX ст. ще діяла дерев'яна церква пр. богородиці, прикрашена верхом конічної форми та кількома вежками, що стояла на бережку «Голиця». Філії були в Великій Тибаві і Малій Тибаві.
Теперішню муровану церкву, спорудження якої коштувало 27 000 корон і тривало, як кажуть, 7 років, благословив о. Михайло Яцкович 12 липня 1908 р. Куратором був тоді Михайло Матій. Дзвони перенесли з церковної вежі в окрему дерев яну дзвіницю в кінці 1920-х років.
У 1947 р. дяк Симко Кеменяш переробив дзвіницю. Він також розширив на 4 м хори в кінці 1970-х років. Останній ремонт церкви було проведено в 1973 р.
У дерев'яній каркасній дзвіниці — три дзвони. Великий дзвін відлив Рудольф Пернер у Чеських Будєйовіцах у 1923 р. Найдавніший середній дзвін виготовив Ласло Шандор у Малих Ґеївцях у 1852 р. за священика Андрія Фенцика. Малий дзвін — виріб ужгородської фабрики «Акорд» з 1937 р. Кам'яний хрест біля церкви витесав з місцевого каменю в 1931 р. Федір Годя — відомий в околиці майстер.

## Відомі уродженці
- У селі народився закарпатський письменник-просвітитель священик Євген Фенцик (1844—1903).
- Карабелеш Євген Євгенович (1939—2014) — заслужений лікар України, почесний громадянин Херсона.
- Мигович Іван Іванович (17 вересня 1942) — доктор філософських наук, професор, колишній народний депутат України.

## Туристичні місця
- храм  св. Петра і Павла. 1907.
- веломаршрут «Шлях Гуци-Венеліна»